# Numerologia

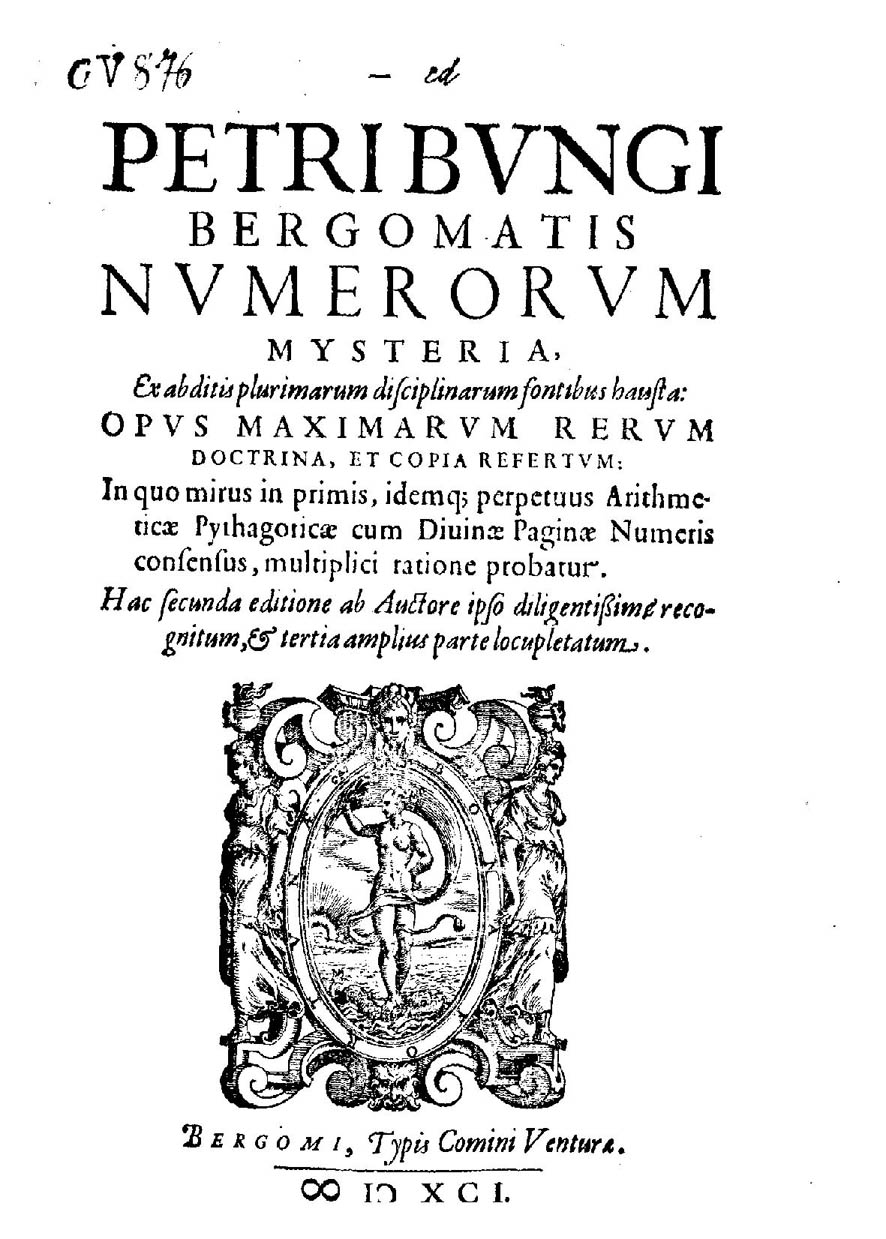
Pietro Bongo, Numerorum mysteria, 1591

La numerologia és una creença que afirma que existeixen nombres amb propietats particulars que poden incidir en la vida física o amagar missatges reveladors. Pretén establir una relació mística entre els nombres, els éssers vius i les forces físiques o espirituals. El seu estudi va ser popular entre els primers matemàtics, però no se la hi considera ja disciplina matemàtica. Els científics afirmen que la numerologia és una pseudociència o una superstició, igual que l'astrologia pel que fa a l'astronomia, o l'alquímia, encara que aquesta última va tenir caràcter de protociència pel que fa a la química.

En numerologia, es diu que els nombres són un dels conceptes humans més perfectes i elevats. Segons els que la practiquen, la numerologia és la disciplina que pretén investigar la «vibració secreta» d'aquest codi i ensenyen a utilitzar els nombres en el seu benefici, per mitjà de l'estudi de la seva influència sobre persones, animals, coses i esdeveniments. Va néixer amb Pitàgores i va aplicar-se als textos sagrats, buscant màgia a les paraules divines (en el cas dels hebreus s'anomena guematria). A partir de la Il·lustració va passar a considerar-se majoritàriament com a superstició o pseudociència.

## Simbologia numèrica
Un primer corrent de la numerologia associa un significat a cada nombre. Els nombres occidentals serien:
- 0 = l'absolut
- 1 = l'individu
- 2 = unió
- 3 = comunicació
- 4 = creació
- 5 = desequilibri
- 6 = reacció
- 7 = pensament
- 8 = poder
- 9 = plenitud
- 10 = renaixement

En canvi, la versió xinesa atorga aquests sentits:
- 1 = segur
- 2 = fàcil
- 3 = vida
- 4 = mala sort
- 5 = jo
- 6 = camí recte
- 7 = vulgarismes (perquè es pronuncia igual que un renec cantonès)
- 8 = bona sort
- 9 = durador
- 168 = riquesa
- 1314 = el temps de la vida

## Sumar o canviar xifres
A banda del valor de cada nombre, es poden sumar per veure relacions de conjunt. Sovint això va lligat a traduir lletres per símbols, és a dir, cada lletra de l'alfabet equival a un nombre, per tant per voler esbrinar el missatge ocult d'una frase, se sumen els valors de cada lletra i es mira el resultat final. Aquesta tècnica ha estat usada en criptografia i és molt propera a la interpretació numèrica dels textos religiosos. Com que a cada nombre a més a més, li correspon un planeta rector, es poden connectar els missatges amb l'astrologia.